# CD Magallanes
Der Club Deportivo Magallanes ist ein chilenischer Fußballverein aus Maipú, Santiago de Chile. Der 1897 gegründete Verein dominierte in den frühen Tagen des Professionalismus des chilenischen Fußballs und wurde in den 1930er Jahren viermal chilenischer Meister. Letzte große Erfolge waren die Siege in der chilenischen Pokals 2022 und der darauffolgende Sieg im Supercup 2023. Derzeit spielt der Verein wieder in der ersten Liga, der Primera División. Magallanes trägt seine Heimspiele im Estadio Santiago Bueras in Maipú aus, das Platz für rund 4.000 Zuschauer bietet.
Diverse Bezeichnungen für den Verein sind Carabeleros, in Anlehnung an ein früheres Vereinswappen, das eine Karavelle darstellte – die visuelle Ausführung des Wappens verschaffte dem Verein weiland auch den Beinamen Pulpo („Tintenfisch“) – Academia nach der professionellen Arbeit, und Albicelestes, „Himmelblau-Weisse“, nach den Vereinsfarben.

## Geschichte

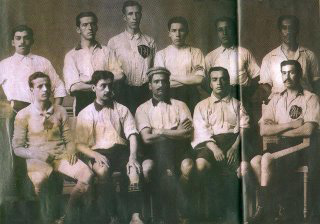
Mannschaft von Magallanes im Jahr 1910

Der Verein wurde am 27. Oktober 1897 unter dem Namen Atlético Escuela Normal FC in dem Ort Maipú, einer Kommune in der Peripherie der chilenischen Hauptstadt Santiago, gegründet. Nach den 1892 in Valparaíso gegründeten CD Santiago Wanderers und den zwischenzeitlich einmal aufgelösten CD Unión Española, der im Mai 1897 seinen Anfang nahm, ist Magallanes damit der drittälteste noch existierende Fußballverein Chiles. 1904 änderte der Verein seinen Namen in Club Social y Deportivo Magallanes, in einer patriotischen Geste den seinerzeitigen territorialen Konflikt zwischen Argentinien und Chile in der Magellan-Straße thematisierend.
Bereits in der ersten Nationalmannschaft Chiles, die anlässlich des zur Hundertjahrfeier der argentinischen Revolution von 1810 abgehaltenen Campeonato Sudamericano 1910 in Buenos Aires zusammengestellt wurde, befand sich mit Carlos Hormazábal ein Spieler von Magallanes.
1908, 1913, 1916, 1920 und 1921 gewann Magallanes die Meisterschaft der Asociación de Fútbol de Santiago und 1926 den der Liga Metropolitana, der der Verein 1923 beitrat. Bei den Titelgewinnen von 1921 und 1926 blieb der Verein jeweils ungeschlagen. Nationale Wettbewerbe existierten in jener Ära noch nicht. 1925 entstand aus einer Abspaltung vom Verein, zu deren Rädelsführern David Arellano, einer der großen Stars jener Ära, gehörte, der heutige Rekordmeister Chiles, CSD Colo-Colo.

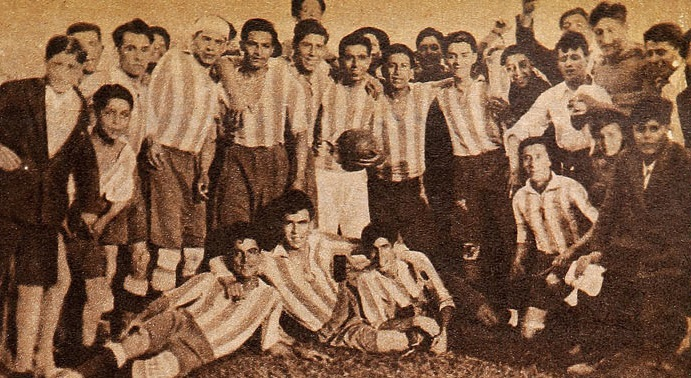
Die Meistermannschaft von 1933

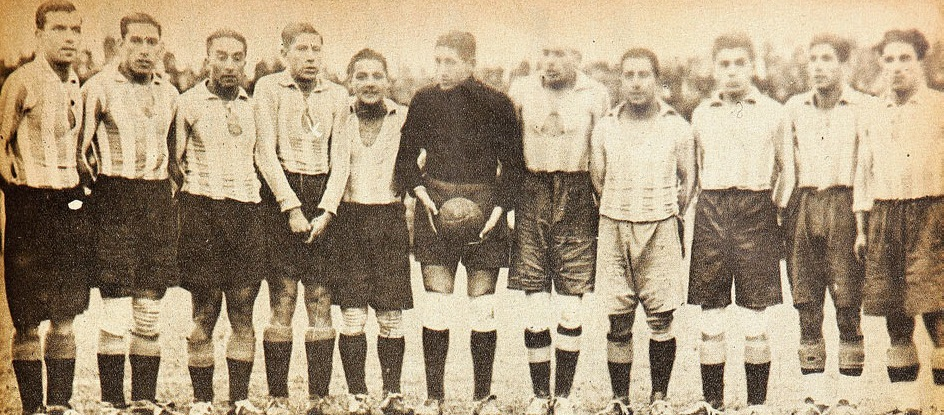
Das Meisterteam von 1935

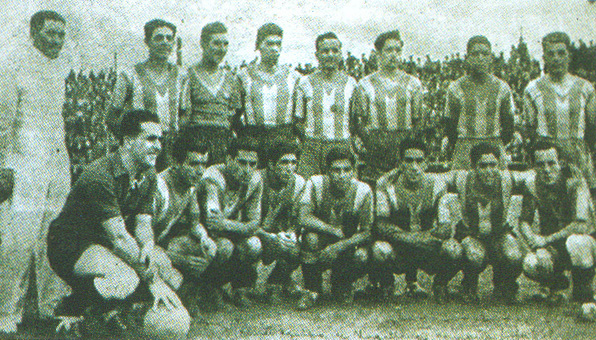
Die letzte Meistermannschaft des Vereins von 1938

In den 1930er-Jahren dominierte der Verein den Fußball in Chile und gewann die ersten drei Meisterschaften nach Einführung der professionellen Liga zwischen 1933 und 1935 sowie einen weiteren Titel 1938. Wegen Punktgleichheit wurde 1933 ein Entscheidungsspiel gegen Colo-Colo notwendig, das Magallanes durch einen Treffer von Nationalspieler Arturo Carmona und ein Eigentor des Colo-Colo-Verteidigers Clodomiro Lorca 2:1 gewann. Im Jahr darauf Verteidigte Magallanes den Titel ungeschlagen mit nur einem Unentschieden mit zwei Punkten Vorsprung vor dem ebenfalls unbesiegt gebliebenen Audax Italiano. Nur Colo-Colo gelang es, bei den Meisterschaften von 1937 und 1941, ebenso eine Saison ungeschlagen zu überstehen. Mit 14:1 und 11:0 Erfolgen über Santiago National FC und Morning Star gelangen Magallanes in jener Saison auch zwei von bislang (2011) neun zweistelligen Siegen in der Meisterschaft. Mit dem Erfolg 1935 gewann der Verein den in der nur noch aus sechs Mannschaften bestehenden Liga, erneut vor Audax, den dritten Titel in Serie. In jenem Jahr wurde Guillermo Ogaz mit 12 Treffern der erste Meisterschaftstorschützenkönig aus den Reihen von Magallanes.
In den folgenden beiden Saisonen musste sich Magallanes jeweils klar abgeschlagen mit dem Zweiten Platz begnügen. Meister wurden Audax und 1937 das von Arturo Torres – dem Spielertrainer der ersten drei Meistermannschaften von Magallanes – angeführte Colo-Colo, das somit den ersten nationalen Meistertitel der Vereinsgeschichte einfuhr. 1937 gelang aber durch einen 2:0-Finalsieg über Audax der Sieg im Campeonato de Apertura, einem bis 1950 abgehaltenen Vorsaisonturnier. 1938 gewann Magallanes seinen bislang letzten Meistertitel. 1942 und 1946 machte Magallanes noch einmal durch Vizemeisterschaften auf sich aufmerksam. 1946 war Magallanes insofern etwas unglücklich als der Verein in jener Saison nach Hin- und Rückrunde mit einem Punkt vorne lag. Die Vereine der ersten Tabellenhälfte spielten aber in einfacher Runde noch einmal um Meisterschaftspunkte und Magallanes lag in der Gesamtabrechnung zwei Punkte hinter Audax. Zudem zog Magallanes 1941 noch einmal in das Finale des Campeonato de Apertura ein, unterlag diesmal aber Audax mit 1:2.
In der Saison 1983/84 qualifizierte sich Magallanes durch einen vierten Tabellenplatz in der Liga für eine Liguilla, einen kleinen Ligawettbewerb, in dem der Zweite bis Fünfte der Meisterschaft den zweiten Teilnehmer neben dem Meister an der Copa Libertadores 1985 ausspielten. Magallanes gewann die Liguilla wurde aber in der Libertadores-Gruppenphase hinter CA Peñarol und Colo-Colo, und vor CA Bella Vista aus Uruguay nur Dritter und schied aus.
1960 stieg Magallanes erstmals für zwei Jahre aus der ersten Liga ab, 1974 für vier Jahre. 1986 folgte ein erneuter Abstieg aus der ersten Liga. 1492 Zuschauer verfolgten das vorerst letzte Erstligaspiel der Vereinsgeschichte, ein 1:1 gegen Audax. 1993 folgte der Niedergang in die Drittklassigkeit, die höchste Amateurliga, einstweilen für zwei Jahre.
2000 wurde der Verein privatisiert und verbrauchte in den nächsten vier Jahren acht Trainer, ohne Fortschritte sichtbar werden zu lassen. 2006 erfolgte der erneute Abgang in die dritte Liga. 2010 stieg Magallanes wieder in die zweite Liga auf. 2011 konnte der Zweitligist erstmals die Finalspiele der Copa Chile erreichen. Nach einem 1:0 im Hinspiel gegen CD Universidad Católica stand es im Rückspiel nach 90 Minuten 0:1. Im anschließenden Elfmeterschießen unterlag Magallanes mit 2:4.
In der Saison 2022 konnte Magallanes überraschend als Zweitligist den chilenischen Pokalwettbewerb, die Copa Chile gewinnen. Im Finale des Wettbewerbes setzten sie sich mit 7:6 nach Elfmeterschießen gegen Unión Española durch. In derselben Saison stieg die Mannschaft nach 36-jähriger Abwesenheit erneut in die Primera División auf. Im Januar 2023 konnte noch vor Beginn der Saison 2023 der Supercup gegen den CSD Colo-Colo gewonnen werden.

## Erfolge
- Primera División: 1933, 1934, 1935, 1938
- Campeonato Apertura: 1937
- Meisterschaften von Santiago de Chile: 1908, 1909, 1913, 1916, 1920, 1921, 1926, 1928
- Primera B: 2022
- Copa Chile: 2022
- Chilenischer Supercup: 2023

## Bekannte Spieler
- David Arellano, soll Erfinder des Fallrückziehers sein, 1919 bis 1925 bei Magallanes, später bis zu seinem Tod 1927 bei Colo-Colo
- Antonio Arias, 30-maliger Internationaler und WM-Teilnehmer von 1974, zwischen 1965 und 1968 bei Magallanes angestellt
- Ivo Basay, Karrierebeginn bei Magallanes, später u. a. bei Colo-Colo und Stade Reims, später Trainer in Chile
- José Borello, zum Beispiel bei Club Olimpo und den Boca Juniors aktiv, zum Karriereausklang in den 60ern bei Magallanes
- Carlos Ibáñez, WM-Teilnehmer von 1950, spielte während seiner gesamten Laufbahn bei Magallanes
- Adolfo Nef, 42 Länderspiele im Tor von Chile, 1982 bis 1987 bei Magallanes, zuvor bei Universidad de Chile und Colo-Colo
- Juan Olivares, 33 Länderspiele für Chile und WM-Teilnehmer von 1966 und 1974, zwischen 1974 und 1976 bei Magallanes
- Alberto Quintano, 1982 letzte Station als Aktiver bei Magallanes, zuvor 47 Länderspiele und WM-Teilnahme 1974
- Humberto Suazo, gab Profidebüt bei Magallanes, heute vielfacher Nationalspieler und aktiv bei CF Monterrey in Mexiko
- Arturo Torres, WM-Teilnehmer von 1930, Mitglied der erfolgreichen Mannschaft von Magallanes, später auch Trainer des Vereins
- Carlos Vidal, wie auch Torres Spieler der 1930er bei Magallanes und WM-Teilnehmer von 1930, auch bei Audax Italiano unter Vertrag
- Guillermo Yávar, bekannter Spieler und Trainer, zweifacher WM-Teilnehmer, 1961 bis 1965 Magallanes als erste Station als Fußballer

## Bekannte Trainer
- Ferenc Plattkó, ungarischer Trainer, 1944–45 bei Magallanes, auch Coach von Barcelona, Boca Juniors und River Plate
- Osvaldo Hurtado Galleguillos, als Spieler u. a. in Cádiz und Charleroi, 2008 bis 2014 Trainer von Deportes Magallanes
- Francisco Valdés, als Spieler 52-facher Nationalspieler und zweifacher WM-Teilnehmer, 1997 kurz Coach von Magallanes